# Centrum Badań Fantastyki Naukowej
Centrum Badań Fantastyki Naukowej (ang. The Center for the Study of Science Fiction) – organizacja oświatowa utworzona w 1982 przy Uniwersytecie Stanowym w Kansas. Powstanie ośrodka było zwieńczeniem działalności Jamesa Gunna, twórcy i długoletniego dyrektora Centrum, zapoczątkowanej w 1970 serią wykładów na temat fantastyki naukowej.
Do najważniejszych wydarzeń organizowanych bądź współorganizowanych przez Centrum należą:
- seminaria poświęcone nauczaniu fantastyki naukowej (ang. Intensive English Institute on the Teaching of Science Fiction); po raz pierwszy takie seminarium odbyło się w 1975, a od 1977 odbywa się corocznie,
- od 1979 przyznawanie Nagrody Campbella za najlepszą powieść science fiction podczas tygodniowej konferencji na temat pisarstwa science fiction,
- warsztaty pisarskie poświęcone fantastyce naukowej (ang. Writer’s Workshop in Science Fiction) odbywające się od 1986,
- przyznawanie Nagrody im. Theodore’a Sturgeona za najlepsze opowiadanie science fiction, rokrocznie od 1987.

W latach 1996–2004 Centrum Badań Fantastyki Naukowej wraz z Towarzystwem Fantastyki Naukowej i Fantasy w Kansas (ang. Kansas City Science Fiction and Fantasy Society) sprawowało pieczę nad Galerią Sław Fantastyki Naukowej i Fantasy (ang. Science Fiction and Fantasy Hall of Fame). W 2005 opieka nad Galerią została powierzona Muzeum Science Fiction (ang. Science Fiction Museum and Hall of Fame) w Seattle.